# Cratere Syracusae
Syracusae è un cratere sulla superficie di 21 Lutetia.